# Temporada 2016 del fútbol ecuatoriano
La Temporada 2016 del fútbol ecuatoriano abarca todas las actividades relativas a campeonatos de fútbol profesional y amateur, nacionales e internacionales, disputados por clubes ecuatorianos, y por las selecciones nacionales de este país, en sus diversas categorías, durante 2016.
| Categoría         | Campeonato | Campeón                        | Título       |
| ----------------- | ---------- | ------------------------------ | ------------ |
| Serie A           | Anual 2016 | Barcelona Sporting Club        | 15.to Título |
| Serie B           | Anual 2016 | Club Social y Deportivo Macará | 4.to Título  |
| Segunda Categoría | Anual 2016 | Club Deportivo América         | 1.er Título  |

## Torneos locales (Campeonatos regulares)

### Serie A

#### Primera etapa
Clasificación
|  |     | Equipo               | PJ | PG | PE | PP | GF | GC | DG  | PTS |
|  | --- | -------------------- | -- | -- | -- | -- | -- | -- | --- | --- |
|  | 1.  | Barcelona S.C.       | 22 | 15 | 2  | 5  | 51 | 19 | +32 | 47  |
|  | 2.  | C.S. Emelec          | 22 | 13 | 4  | 5  | 37 | 23 | +14 | 43  |
|  | 3.  | El Nacional          | 22 | 10 | 6  | 6  | 32 | 28 | +4  | 36  |
|  | 4.  | Deportivo Cuenca     | 22 | 9  | 7  | 6  | 29 | 25 | +4  | 34  |
|  | 5.  | Independiente        | 22 | 10 | 4  | 8  | 28 | 28 | 0   | 34  |
|  | 6.  | Liga de Quito        | 22 | 8  | 7  | 7  | 20 | 23 | -3  | 31  |
|  | 7.  | Universidad Católica | 22 | 6  | 10 | 6  | 27 | 27 | 0   | 28  |
|  | 8.  | River Ecuador        | 22 | 8  | 3  | 11 | 29 | 35 | -6  | 27  |
|  | 9.  | Fuerza Amarilla S.C. | 22 | 6  | 6  | 10 | 22 | 28 | -6  | 24  |
|  | 10. | Delfín S.C.          | 22 | 5  | 8  | 9  | 23 | 30 | -7  | 23  |
|  | 11. | S.D. Aucas           | 22 | 4  | 7  | 11 | 21 | 34 | -13 | 19  |
|  | 12. | Mushuc Runa S.C.     | 22 | 3  | 6  | 13 | 19 | 38 | -19 | 15  |

PJ = Partidos jugados; PG = Partidos ganados; PE = Partidos empatados; PP = Partidos perdidos; GF = Goles anotados; GC = Goles recibidos; DG = Diferencia de gol; PTS = Puntos
|  | Clasificado a la Final de Campeonato y a la Copa Libertadores 2017. |

Resultados
| Local/Visitante         | AUC   | BAR   | CUE   | DEL   | NAC   | EME   | FAM   | IND   | LDU   | MUS   | RIV   | CAT   |
| ----------------------- | ----- | ----- | ----- | ----- | ----- | ----- | ----- | ----- | ----- | ----- | ----- | ----- |
| Aucas                   |       | 0 - 1 | 1 - 2 | 2 - 2 | 0 - 0 | 1 - 2 | 1 - 1 | 1 - 0 | 0 - 1 | 1 - 1 | 3 - 1 | 2 - 3 |
| Barcelona               | 3 - 0 |       | 2 - 2 | 2 - 1 | 3 - 0 | 5 - 0 | 2 - 1 | 3 - 2 | 5 - 0 | 3 - 1 | 2 - 0 | 6 - 1 |
| Dep. Cuenca             | 2 - 2 | 1 - 2 |       | 1 - 1 | 0 - 0 | 0 - 1 | 3 - 0 | 1 - 0 | 1 - 0 | 1 - 0 | 2 - 3 | 1 - 0 |
| Delfín                  | 0 - 0 | 0 - 2 | 2 - 1 |       | 3 - 1 | 2 - 2 | 1 - 2 | 2 - 0 | 2 - 0 | 1 - 1 | 0 - 2 | 0 - 0 |
| El Nacional             | 1 - 1 | 2 - 1 | 3 - 3 | 2 - 0 |       | 3 - 1 | 1 - 0 | 5 - 2 | 1 - 1 | 0 - 1 | 1 - 0 | 2 - 2 |
| Emelec                  | 4 - 0 | 2 - 1 | 3 - 0 | 1 - 0 | 0 - 1 |       | 2 - 1 | 1 - 2 | 1 - 0 | 4 - 0 | 3 - 3 | 2 - 2 |
| Fuerza Amarilla         | 2 - 1 | 0 - 2 | 0 - 0 | 2 - 2 | 2 - 0 | 1 - 2 |       | 2 - 0 | 1 - 0 | 0 - 0 | 0 - 2 | 2 - 2 |
| Independiente del Valle | 2 - 0 | 2 - 1 | 2 - 1 | 1 - 1 | 1 - 0 | 0 - 2 | 3 - 1 |       | 1 - 1 | 2 - 1 | 3 - 0 | 1 - 4 |
| Liga de Quito           | 2 - 0 | 2 - 1 | 0 - 1 | 1 - 0 | 1 - 2 | 1 - 0 | 2 - 1 | 0 - 0 |       | 1 - 0 | 2 - 1 | 1 - 1 |
| Mushuc Runa             | 1 - 4 | 1 - 1 | 0 - 1 | 5 - 1 | 0 - 2 | 0 - 3 | 0 - 2 | 1 - 3 | 2 - 2 |       | 0 - 1 | 2 - 1 |
| River Ecuador           | 3 - 0 | 0 - 3 | 1 - 3 | 1 - 2 | 4 - 2 | 0 - 1 | 1 - 1 | 0 - 1 | 2 - 2 | 3 - 1 |       | 1 - 0 |
| U. Católica             | 0 - 1 | 1 - 0 | 2 - 2 | 1 - 0 | 2 - 3 | 0 - 0 | 1 - 0 | 0 - 0 | 0 - 0 | 1 - 1 | 3 - 0 |       |

     Ganó equipo local
     Ganó equipo visitante
     Empate

#### Segunda etapa
Clasificación
|  |     | Equipo               | PJ | PG | PE | PP | GF | GC | DG  | PTS |
|  | --- | -------------------- | -- | -- | -- | -- | -- | -- | --- | --- |
|  | 1.  | Barcelona S.C.       | 22 | 16 | 4  | 2  | 42 | 16 | +26 | 52  |
|  | 2.  | C.S. Emelec          | 22 | 14 | 3  | 5  | 44 | 25 | +19 | 45  |
|  | 3.  | Universidad Católica | 22 | 8  | 7  | 7  | 29 | 33 | -4  | 31  |
|  | 4.  | Independiente        | 22 | 9  | 3  | 10 | 27 | 26 | +1  | 30  |
|  | 5.  | Liga de Quito        | 22 | 8  | 6  | 8  | 21 | 30 | -9  | 30  |
|  | 6.  | El Nacional          | 22 | 7  | 8  | 7  | 31 | 30 | +1  | 29  |
|  | 7.  | Mushuc Runa S.C.     | 22 | 8  | 4  | 10 | 30 | 36 | -6  | 28  |
|  | 8.  | Delfín S.C.          | 22 | 7  | 4  | 11 | 28 | 32 | -4  | 25  |
|  | 9.  | Deportivo Cuenca     | 22 | 7  | 5  | 10 | 30 | 35 | -5  | 25  |
|  | 10. | Fuerza Amarilla S.C. | 22 | 6  | 7  | 9  | 27 | 34 | -7  | 25  |
|  | 11. | S.D. Aucas           | 22 | 5  | 9  | 8  | 26 | 27 | -1  | 24  |
|  | 12. | River Ecuador        | 22 | 6  | 2  | 14 | 20 | 31 | -11 | 20  |

PJ = Partidos jugados; PG = Partidos ganados; PE = Partidos empatados; PP = Partidos perdidos; GF = Goles anotados; GC = Goles recibidos; DG = Diferencia de gol; PTS = Puntos
|  | Clasificado a la Final de Campeonato y a la Copa Libertadores 2017. |

Resultados
| Local/Visitante         | AUC   | BAR   | CUE   | DEL   | NAC   | EME   | FAM   | IND   | LDU   | MUS   | RIV   | CAT   |
| ----------------------- | ----- | ----- | ----- | ----- | ----- | ----- | ----- | ----- | ----- | ----- | ----- | ----- |
| Aucas                   |       | 1 - 2 | 1 - 0 | 1 - 1 | 0 - 0 | 1 - 3 | 5 - 0 | 0 - 2 | 1 - 0 | 0 - 1 | 3 - 1 | 2 - 0 |
| Barcelona               | 3 - 3 |       | 5 - 0 | 3 - 0 | 1 - 0 | 1 - 2 | 5 - 1 | 1 - 0 | 2 - 0 | 3 - 1 | 1 - 0 | 3 - 1 |
| Dep. Cuenca             | 1 - 1 | 0 - 1 |       | 3 - 1 | 1 - 1 | 2 - 2 | 3 - 2 | 0 - 1 | 0 - 0 | 3 - 1 | 3 - 0 | 0 - 1 |
| Delfín                  | 1 - 1 | 0 - 1 | 2 - 2 |       | 5 - 0 | 4 - 3 | 0 - 1 | 1 - 0 | 0 - 1 | 2 - 1 | 0 - 0 | 3 - 1 |
| El Nacional             | 2 - 2 | 0 - 1 | 2 - 3 | 5 - 2 |       | 1 - 2 | 0 - 0 | 2 - 1 | 5 - 0 | 2 - 1 | 2 - 1 | 1 - 2 |
| Emelec                  | 2 - 1 | 0 - 1 | 2 - 1 | 1 - 0 | 2 - 2 |       | 3 - 1 | 2 - 1 | 3 - 0 | 3 - 2 | 5 - 0 | 1 - 1 |
| Fuerza Amarilla         | 1 - 1 | 1 - 1 | 3 - 0 | 2 - 3 | 2 - 0 | 0 - 2 |       | 1 - 2 | 2 - 0 | 1 - 2 | 2 - 1 | 2 - 0 |
| Independiente del Valle | 1 - 1 | 2 - 0 | 0 - 1 | 2 - 1 | 0 - 1 | 0 - 3 | 0 - 0 |       | 1 - 1 | 1 - 0 | 3 - 2 | 5 - 0 |
| Liga de Quito           | 2 - 0 | 1 - 1 | 1 - 2 | 2 - 1 | 2 - 2 | 2 - 1 | 1 - 1 | 2 - 1 |       | 1 - 2 | 1 - 0 | 2 - 2 |
| Mushuc Runa             | 2 - 0 | 2 - 4 | 3 - 2 | 1 - 0 | 1 - 1 | 3 - 0 | 1 - 1 | 1 - 3 | 3 - 0 |       | 0 - 2 | 1 - 1 |
| River Ecuador           | 1 - 0 | 0 - 1 | 2 - 1 | 0 - 1 | 1 - 2 | 0 - 2 | 2 - 1 | 3 - 0 | 0 - 1 | 0 - 0 |       | 3 - 0 |
| U. Católica             | 1 - 1 | 1 - 1 | 3 - 2 | 1 - 0 | 0 - 0 | 1 - 0 | 2 - 2 | 3 - 1 | 0 - 1 | 6 - 1 | 2 - 1 |       |

     Ganó equipo local
     Ganó equipo visitante
     Empate

#### Tabla acumulada
Clasificación
|  |  |     | Equipo               | PJ | PG | PE | PP | GF | GC | DG  | PTS |
|  |  | --- | -------------------- | -- | -- | -- | -- | -- | -- | --- | --- |
|  |  | 1.  | Barcelona S.C.       | 44 | 31 | 6  | 7  | 93 | 35 | +58 | 99  |
|  |  | 2.  | C.S. Emelec          | 44 | 27 | 7  | 10 | 81 | 48 | +33 | 88  |
|  |  | 3.  | El Nacional          | 44 | 17 | 14 | 13 | 63 | 58 | +5  | 65  |
|  |  | 4.  | Independiente        | 44 | 19 | 7  | 18 | 55 | 54 | +1  | 64  |
|  |  | 5.  | Liga de Quito        | 44 | 16 | 13 | 15 | 41 | 53 | -12 | 61  |
|  |  | 6.  | Deportivo Cuenca*    | 44 | 16 | 12 | 16 | 59 | 60 | -1  | 59  |
|  |  | 7.  | Universidad Católica | 44 | 14 | 17 | 13 | 56 | 60 | -4  | 59  |
|  |  | 8.  | Fuerza Amarilla S.C. | 44 | 12 | 13 | 19 | 49 | 62 | -13 | 49  |
|  |  | 9.  | Delfín S.C.          | 44 | 12 | 12 | 20 | 51 | 62 | -11 | 48  |
|  |  | 10. | River Ecuador        | 44 | 14 | 5  | 25 | 49 | 66 | -17 | 47  |
|  |  | 11. | S.D. Aucas           | 44 | 9  | 16 | 19 | 47 | 61 | -14 | 43  |
|  |  | 12. | Mushuc Runa S.C.     | 44 | 11 | 10 | 23 | 49 | 74 | -25 | 43  |

PJ = Partidos jugados; PG = Partidos ganados; PE = Partidos empatados; PP = Partidos perdidos; GF = Goles anotados; GC = Goles recibidos; DG = Diferencia de gol; PTS = Puntos
 * A Deportivo Cuenca se le restó 1 punto por no presentar los roles de pago.
|  | Campeón del torneo, clasifica a la fase de grupos de Copa Libertadores 2017 como Ecuador 1. |
|  | Subcampeón, clasifica a la fase de grupos de Copa Libertadores 2017 como Ecuador 2.         |
|  | Clasifica a la Segunda Fase Clasificatoria de Copa Libertadores 2017 como Ecuador 3.        |
|  | Clasifica a la Primera Fase Clasificatoria de Copa Libertadores 2017 como Ecuador 4.        |
|  | Clasifica a la Primera Fase de Copa Sudamericana 2017 como Ecuador 1.                       |
|  | Clasifica a la Primera Fase de Copa Sudamericana 2017 como Ecuador 2.                       |
|  | Clasifica a la Primera Fase de Copa Sudamericana 2017 como Ecuador 3.                       |
|  | Clasifica a la Primera Fase de Copa Sudamericana 2017 como Ecuador 4.                       |
|  | Descienden a la Serie B 2017.                                                               |

### Serie B

#### Primera etapa
Clasificación
|  |     | Equipo                | PJ | PG | PE | PP | GF | GC | DG  | PTS |
|  | --- | --------------------- | -- | -- | -- | -- | -- | -- | --- | --- |
|  | 1.  | C.D. Macará           | 22 | 14 | 4  | 4  | 37 | 15 | +22 | 46  |
|  | 2.  | Manta F.C.            | 22 | 12 | 3  | 7  | 34 | 28 | +6  | 39  |
|  | 3.  | Técnico Universitario | 22 | 11 | 3  | 8  | 34 | 28 | +6  | 36  |
|  | 4.  | Clan Juvenil          | 22 | 8  | 9  | 5  | 22 | 17 | +5  | 32  |
|  | 5.  | Gualaceo S.C.         | 22 | 9  | 4  | 9  | 24 | 25 | -1  | 31  |
|  | 6.  | Liga de Loja          | 22 | 7  | 8  | 7  | 27 | 36 | -9  | 28  |
|  | 7.  | Liga de Portoviejo    | 22 | 7  | 5  | 10 | 15 | 26 | -11 | 26  |
|  | 8.  | Colón F.C.            | 22 | 4  | 13 | 5  | 16 | 18 | -2  | 25  |
|  | 9.  | Imbabura S.C.         | 22 | 6  | 5  | 11 | 23 | 25 | -2  | 23  |
|  | 10. | C.D. Olmedo           | 22 | 3  | 11 | 8  | 23 | 27 | -4  | 20  |
|  | 11. | C.D. Espoli           | 22 | 4  | 8  | 10 | 17 | 28 | -11 | 20  |
|  | 12. | Deportivo Quito       | 22 | 7  | 7  | 8  | 30 | 29 | +1  | 15  |

PJ = Partidos jugados; PG = Partidos ganados; PE = Partidos empatados; PP = Partidos perdidos; GF = Goles anotados; GC = Goles recibidos; DG = Diferencia de gol; PTS = Puntos

#### Segunda etapa
Clasificación
|  |     | Equipo                | PJ | PG | PE | PP | GF | GC | DG  | PTS |
|  | --- | --------------------- | -- | -- | -- | -- | -- | -- | --- | --- |
|  | 1.  | Clan Juvenil          | 18 | 10 | 5  | 3  | 34 | 16 | +18 | 35  |
|  | 2.  | C.D. Macará           | 18 | 9  | 7  | 2  | 32 | 11 | +21 | 34  |
|  | 3.  | Gualaceo S.C.         | 18 | 8  | 6  | 4  | 27 | 17 | +10 | 30  |
|  | 4.  | Imbabura S.C.         | 18 | 8  | 6  | 4  | 32 | 23 | +9  | 30  |
|  | 5.  | Técnico Universitario | 18 | 7  | 5  | 6  | 24 | 24 | 0   | 26  |
|  | 6.  | Liga de Portoviejo    | 18 | 6  | 7  | 5  | 23 | 18 | +5  | 25  |
|  | 7.  | C.D. Olmedo           | 18 | 5  | 9  | 4  | 23 | 22 | +1  | 24  |
|  | 8.  | Manta F.C.            | 18 | 4  | 7  | 7  | 16 | 20 | -4  | 19  |
|  | 9.  | C.D. Espoli           | 18 | 5  | 6  | 7  | 20 | 28 | -8  | 17  |
|  | 10. | Liga de Loja          | 18 | 5  | 3  | 10 | 24 | 32 | -8  | 15  |
|  | 11. | Colón F.C.            | 18 | 4  | 7  | 7  | 15 | 23 | -8  | 13  |
|  | 12. | Deportivo Quito       | 18 | 2  | 2  | 14 | 11 | 47 | -36 | -13 |

PJ = Partidos jugados; PG = Partidos ganados; PE = Partidos empatados; PP = Partidos perdidos; GF = Goles anotados; GC = Goles recibidos; DG = Diferencia de gol; PTS = Puntos

#### Tabla acumulada
Clasificación
|  |  |     | Equipo                | PJ | PG | PE | PP | GF | GC | DG  | PTS |
|  |  | --- | --------------------- | -- | -- | -- | -- | -- | -- | --- | --- |
|  |  | 1.  | C.D. Macará           | 40 | 23 | 11 | 6  | 69 | 26 | +43 | 80  |
|  |  | 2.  | Clan Juvenil*         | 40 | 18 | 14 | 8  | 56 | 33 | +23 | 67  |
|  |  | 3.  | Técnico Universitario | 40 | 18 | 8  | 14 | 58 | 52 | +6  | 62  |
|  |  | 4.  | Gualaceo S.C.         | 40 | 17 | 10 | 13 | 51 | 42 | +9  | 61  |
|  |  | 5.  | Manta F.C.            | 40 | 16 | 10 | 14 | 50 | 48 | +2  | 58  |
|  |  | 6.  | Imbabura S.C.         | 40 | 14 | 11 | 15 | 55 | 48 | +7  | 53  |
|  |  | 7.  | Liga de Portoviejo    | 40 | 13 | 12 | 15 | 38 | 44 | -6  | 51  |
|  |  | 8.  | C.D. Olmedo           | 40 | 8  | 20 | 12 | 46 | 49 | -3  | 44  |
|  |  | 9.  | Liga de Loja*         | 40 | 12 | 11 | 17 | 51 | 68 | -17 | 43  |
|  |  | 10. | Colón F.C.*           | 40 | 8  | 20 | 12 | 31 | 41 | -10 | 38  |
|  |  | 11. | C.D. Espoli*          | 40 | 9  | 14 | 17 | 37 | 56 | -19 | 37  |
|  |  | 12. | Deportivo Quito*      | 40 | 9  | 9  | 22 | 41 | 76 | -35 | 2   |

PJ = Partidos jugados; PG = Partidos ganados; PE = Partidos empatados; PP = Partidos perdidos; GF = Goles anotados; GC = Goles recibidos; DG = Diferencia de gol; PTS = Puntos
 * A Clan Juvenil se le restó 1 punto por no presentar los roles de pago del mes de abril. * A Liga de Loja se le restó 4 puntos por no presentar los roles de pago del mes de abril y julio. * Colón FC perdió 6 puntos por hacer actuar a André Felis Reis jugador que estaba suspendido. * C.D. Espoli perdió 4 puntos por presentar en la banca de suplentes en la fecha 40 a Sandro Rojas quien estaba suspendido. * Deportivo Quito ha tenido las siguientes sanciones: resta de 7 puntos por orden de FIFA por incumplimiento en el pago de la deuda mantenida con el jugador argentino Gonzalo Rovira; resta de 6 puntos por no presentar los roles de pago del mes de marzo, abril y mayo, posteriormente esta sanción fue suspendida; resta de 3 por resolución de la Cámara de Resolución y Disputas; suspensión por no cancelar una deuda a tiempo y por ende al aplicar el reglamento pierde el partido del 14 de mayo contra Espoli con un marcador de 0 : 3; pérdida de 6 puntos por orden de FIFA por el incumplimiento en el pago de la deuda mantenida con el jugador argentino Martín Andrizzi y suspensión por 2º vez para jugar esta vez la fecha 31, por ende pierde la categoría y desciende a la Segunda División del fútbol ecuatoriano, en total el equipo fue sancionado con la pérdida de 28 puntos. 
|  | Campeón Anual asciende a la Serie A 2017.    |
|  | Subcampeón Anual asciende a la Serie A 2017. |
|  | Descenderán a la Segunda Categoría 2017.     |

### Segunda Categoría

#### Torneos Provinciales

##### Azuay
Clasificación
|  |    | Equipo        | PJ | PG | PE | PP | GF | GC | DG  | PTS |
|  | -- | ------------- | -- | -- | -- | -- | -- | -- | --- | --- |
|  | 1. | Atenas F.C.   | 12 | 9  | 2  | 1  | 55 | 6  | +49 | 29  |
|  | 2. | Estudiantes   | 12 | 8  | 2  | 2  | 39 | 9  | +30 | 26  |
|  | 3. | Tecni Club    | 12 | 7  | 3  | 2  | 29 | 6  | +23 | 24  |
|  | 4. | Cruz del Vado | 11 | 5  | 2  | 4  | 24 | 22 | +2  | 17  |
|  | 5. | El Cuartel    | 11 | 2  | 3  | 6  | 10 | 28 | -18 | 9   |
|  | 6. | La Gloria     | 11 | 1  | 2  | 8  | 7  | 43 | -36 | 5   |
|  | 7. | Estrella Roja | 11 | 0  | 2  | 9  | 8  | 58 | -50 | 2   |

|  | Semifinales | Semifinales   | Semifinales |             |   | Final       | Final | Final |  |
|  |             |               |             |             |   |             |       |       |  |
|  |             |               |             |             |   |             |       |       |  |
|  | 1           | Atenas F.C.   | 1 (4)       |             |   |             |       |       |  |
|  | 1           | Atenas F.C.   | 1 (4)       |             |   |             |       |       |  |
|  | 4           | Cruz del Vado | 1 (3)       |             |   |             |       |       |  |
|  | 4           | Cruz del Vado | 1 (3)       |             | 1 | Atenas F.C. |       |       |  |
|  |             |               |             |             | 1 | Atenas F.C. |       |       |  |
|  |             |               | 2           | Estudiantes |   |             |       |       |  |
|  | 2           | Estudiantes   | 2           | Estudiantes | 2 |             |       |       |  |
|  | 2           | Estudiantes   |             |             | 2 |             |       |       |  |
|  | 3           | Tecni Club    | 1           |             |   |             |       |       |  |
|  | 3           | Tecni Club    | 1           |             |   |             |       |       |  |
|  |             |               |             |             |   |             |       |       |  |

##### Bolívar
Clasificación

##### Cañar
Clasificación
|  |    | Equipo               | PJ | PG | PE | PP | GF | GC | DG  | PTS |
|  | -- | -------------------- | -- | -- | -- | -- | -- | -- | --- | --- |
|  | 1. | San Francisco        | 13 | 13 | 0  | 0  | 55 | 4  | +51 | 39  |
|  | 2. | Ciudadelas del Norte | 13 | 10 | 0  | 3  | 67 | 15 | +52 | 30  |
|  | 3. | Cañar F.C.           | 13 | 7  | 0  | 6  | 57 | 26 | +37 | 21  |
|  | 4. | Municipal Cañar      | 13 | 7  | 3  | 3  | 24 | 17 | +7  | 18  |
|  | 5. | Canteros Aliados     | 13 | 5  | 2  | 6  | 22 | 45 | -23 | 17  |
|  | 6. | Grupo Alcívar        | 13 | 4  | 0  | 9  | 19 | 56 | -37 | 12  |
|  | 7. | Equipo de Cristo     | 13 | 3  | 1  | 9  | 10 | 35 | -25 | 10  |
|  | 8. | La Troncal Unida     | 13 | 0  | 0  | 13 | 9  | 65 | -56 | 0   |

##### Carchi
Clasificación
|  |    | Equipo            | PJ | PG | PE | PP | GF | GC | DG | PTS |
|  | -- | ----------------- | -- | -- | -- | -- | -- | -- | -- | --- |
|  | 1. | Atlético Tulcán   | 4  | 3  | 0  | 1  | 11 | 3  | +8 | 9   |
|  | 2. | Deportivo Dunamis | 4  | 2  | 1  | 1  | 12 | 8  | +4 | 7   |
|  | 3. | El Martillo       | 4  | 1  | 1  | 2  | 5  | 12 | -7 | 4   |
|  | 4. | Atlético Huaca    | 4  | 1  | 0  | 3  | 3  | 8  | -5 | 3   |

##### Chimborazo
Clasificación
|  |    | Equipo                  | PJ | PG | PE | PP | GF | GC | DG  | PTS |
|  | -- | ----------------------- | -- | -- | -- | -- | -- | -- | --- | --- |
|  | 1. | Star Club               | 10 | 7  | 3  | 0  | 24 | 7  | +17 | 24  |
|  | 4. | Los Ases                | 10 | 4  | 2  | 4  | 14 | 16 | -2  | 14  |
|  | 2. | Independiente San Pedro | 10 | 6  | 0  | 4  | 19 | 12 | +7  | 12  |
|  | 3. | Estudiantes de La Plata | 10 | 0  | 1  | 9  | 6  | 28 | -22 | 1   |

##### Cotopaxi
Clasificación
|  |    | Equipo             | PJ | PG | PE | PP | GF | GC | DG  | PTS |
|  | -- | ------------------ | -- | -- | -- | -- | -- | -- | --- | --- |
|  | 1. | Atlético Saquisilí | 10 | 9  | 0  | 1  | 61 | 9  | +52 | 27  |
|  | 2. | U.T. de Cotopaxi   | 10 | 8  | 1  | 1  | 47 | 10 | +37 | 25  |
|  | 3. | Estudiantes F.C.   | 9  | 4  | 1  | 4  | 30 | 15 | +15 | 13  |
|  | 4. | Ciudad de León     | 9  | 4  | 0  | 5  | 23 | 21 | +2  | 12  |
|  | 5. | Flamengo           | 9  | 1  | 1  | 7  | 12 | 49 | -37 | 4   |
|  | 6. | Panamericana       | 9  | 0  | 1  | 8  | 7  | 76 | -69 | 1   |

##### El Oro
Clasificación

###### Grupo 1
Clasificación 
|  |    | Equipo              | PJ | PG | PE | PP | GF | GC | DG  | PTS |
|  | -- | ------------------- | -- | -- | -- | -- | -- | -- | --- | --- |
|  | 1. | Orense S.C.         | 9  | 7  | 2  | 0  | 29 | 6  | +23 | 23  |
|  | 2. | Cantera del Jubones | 10 | 5  | 3  | 2  | 23 | 14 | +9  | 18  |
|  | 3. | Parma F.C.          | 10 | 4  | 3  | 3  | 20 | 19 | +1  | 15  |
|  | 4. | ATV Piñas           | 10 | 4  | 2  | 4  | 13 | 12 | +1  | 14  |
|  | 5. | Santa Rosa F.C.     | 10 | 3  | 2  | 5  | 15 | 16 | -1  | 11  |
|  | 6. | Huaquillas F.C.     | 9  | 0  | 0  | 9  | 5  | 38 | -33 | 0   |

###### Grupo 2
Clasificación 
|  |    | Equipo               | PJ | PG | PE | PP | GF | GC | DG  | PTS |
|  | -- | -------------------- | -- | -- | -- | -- | -- | -- | --- | --- |
|  | 1. | Audaz Octubrino      | 8  | 5  | 2  | 1  | 36 | 6  | +30 | 17  |
|  | 2. | Comercial Huaquillas | 8  | 5  | 1  | 2  | 17 | 11 | +6  | 16  |
|  | 3. | Deportivo Bolívar    | 8  | 5  | 0  | 3  | 23 | 9  | +14 | 15  |
|  | 4. | Santos F.C.          | 8  | 3  | 1  | 4  | 15 | 13 | +2  | 10  |
|  | 5. | Atlético Mineiro     | 8  | 0  | 0  | 8  | 3  | 55 | -52 | 0   |

###### Cuadrangular Final
Clasificación 
|  |    | Equipo               | PJ | PG | PE | PP | GF | GC | DG  | PTS |
|  | -- | -------------------- | -- | -- | -- | -- | -- | -- | --- | --- |
|  | 1. | Audaz Octubrino      | 6  | 4  | 1  | 1  | 16 | 7  | +9  | 13  |
|  | 2. | Orense S.C.          | 6  | 3  | 3  | 0  | 12 | 2  | +10 | 12  |
|  | 3. | Comercial Huaquillas | 6  | 1  | 2  | 3  | 5  | 20 | -15 | 5   |
|  | 4. | Cantera del Jubones  | 6  | 0  | 2  | 4  | 7  | 11 | -4  | 2   |

##### Esmeraldas
Clasificación

##### Guayas
Clasificación

###### Grupo 1
Clasificación 
|  |    | Equipo           | PJ | PG | PE | PP | GF | GC | DG  | PTS |
|  | -- | ---------------- | -- | -- | -- | -- | -- | -- | --- | --- |
|  | 1. | A.D. Naval       | 5  | 3  | 2  | 0  | 21 | 1  | +20 | 11  |
|  | 2. | Toreros F.C.     | 5  | 3  | 2  | 0  | 18 | 2  | +16 | 11  |
|  | 3. | Guayaquil F.C.   | 5  | 3  | 1  | 1  | 12 | 5  | +7  | 10  |
|  | 4. | Norte América    | 5  | 2  | 1  | 2  | 7  | 10 | -3  | 7   |
|  | 5. | Sur y Norte      | 5  | 1  | 0  | 4  | 3  | 24 | -21 | 3   |
|  | 6. | L.D. Estudiantil | 5  | 0  | 0  | 5  | 4  | 23 | -19 | 0   |

###### Grupo 2
Clasificación 
|  |    | Equipo          | PJ | PG | PE | PP | GF | GC | DG  | PTS |
|  | -- | --------------- | -- | -- | -- | -- | -- | -- | --- | --- |
|  | 1. | Guayas F.C.     | 5  | 4  | 0  | 1  | 13 | 3  | +10 | 12  |
|  | 2. | Guayaquil Sport | 5  | 3  | 1  | 1  | 13 | 2  | +11 | 10  |
|  | 3. | Paladín "S"     | 5  | 3  | 1  | 1  | 8  | 3  | +5  | 10  |
|  | 4. | Panamá S.C.     | 5  | 3  | 0  | 2  | 8  | 4  | +4  | 9   |
|  | 5. | Calvi F.C.      | 5  | 1  | 0  | 4  | 3  | 18 | -15 | 3   |
|  | 6. | Fedeguayas      | 5  | 0  | 0  | 5  | 1  | 16 | -15 | 0   |

###### Grupo 3
Clasificación 
|  |    | Equipo            | PJ | PG | PE | PP | GF | GC | DG  | PTS |
|  | -- | ----------------- | -- | -- | -- | -- | -- | -- | --- | --- |
|  | 1. | C.S. Patria       | 5  | 5  | 0  | 0  | 20 | 3  | +17 | 15  |
|  | 2. | Atlético Milagro  | 5  | 3  | 1  | 1  | 16 | 6  | +10 | 10  |
|  | 3. | Real Fortaleza    | 5  | 3  | 1  | 1  | 11 | 6  | +5  | 10  |
|  | 4. | ESPOL             | 5  | 2  | 0  | 3  | 6  | 9  | -3  | 6   |
|  | 5. | Banife            | 4  | 0  | 0  | 4  | 1  | 11 | -10 | 0   |
|  | 6. | Liga de Guayaquil | 4  | 0  | 0  | 4  | 3  | 22 | -19 | 0   |

###### Grupo 4
Clasificación 
|  |    | Equipo                 | PJ | PG | PE | PP | GF | GC | DG  | PTS |
|  | -- | ---------------------- | -- | -- | -- | -- | -- | -- | --- | --- |
|  | 1. | Rocafuerte F.C.        | 4  | 3  | 1  | 0  | 16 | 1  | +15 | 10  |
|  | 2. | Estudiantes del Guayas | 4  | 1  | 3  | 0  | 8  | 3  | +5  | 6   |
|  | 3. | 9 de Octubre F.C.      | 4  | 1  | 1  | 2  | 5  | 6  | -1  | 4   |
|  | 4. | Everest                | 4  | 1  | 1  | 2  | 6  | 9  | -3  | 4   |
|  | 5. | Don Café               | 4  | 1  | 0  | 3  | 6  | 22 | -16 | 3   |

###### Grupo 1
Clasificación 
|  |    | Equipo           | PJ | PG | PE | PP | GF | GC | DG | PTS |
|  | -- | ---------------- | -- | -- | -- | -- | -- | -- | -- | --- |
|  | 1. | Toreros F.C.     | 3  | 2  | 1  | 0  | 8  | 2  | +6 | 7   |
|  | 2. | C.S. Patria      | 3  | 1  | 1  | 1  | 6  | 3  | +3 | 4   |
|  | 3. | Guayas F.C.      | 3  | 1  | 1  | 1  | 4  | 5  | -1 | 4   |
|  | 4. | Atlético Milagro | 3  | 0  | 1  | 2  | 2  | 6  | -4 | 1   |

###### Grupo 2
Clasificación 
|  |    | Equipo                 | PJ | PG | PE | PP | GF | GC | DG  | PTS |
|  | -- | ---------------------- | -- | -- | -- | -- | -- | -- | --- | --- |
|  | 1. | Guayaquil Sport        | 3  | 2  | 1  | 0  | 11 | 1  | +10 | 7   |
|  | 2. | Rocafuerte F.C.        | 3  | 2  | 1  | 0  | 6  | 2  | +4  | 7   |
|  | 3. | A.D. Naval             | 3  | 1  | 0  | 2  | 1  | 5  | -2  | 3   |
|  | 4. | Estudiantes del Guayas | 3  | 0  | 0  | 3  | 1  | 13 | -12 | 0   |

###### Cuadrangular Final
|  |    | Equipo          | PJ | PG | PE | PP | GF | GC | DG | PTS |
|  | -- | --------------- | -- | -- | -- | -- | -- | -- | -- | --- |
|  | 1. | Toreros F.C.    | 6  | 2  | 2  | 2  | 5  | 6  | -1 | 8   |
|  | 2. | Guayaquil Sport | 6  | 1  | 4  | 1  | 5  | 4  | +1 | 7   |
|  | 3. | Rocafuerte F.C. | 6  | 1  | 4  | 1  | 5  | 5  | 0  | 7   |
|  | 4. | C.S. Patria     | 6  | 1  | 4  | 1  | 5  | 5  | 0  | 7   |

##### Imbabura
Clasificación

##### Loja
Clasificación
|  |    | Equipo              | PJ | PG | PE | PP | GF | GC | DG | PTS |
|  | -- | ------------------- | -- | -- | -- | -- | -- | -- | -- | --- |
|  | 1. | La Tebaida          | 6  | 4  | 1  | 1  | 15 | 6  | +9 | 13  |
|  | 2. | Ciudad de Yantzaza  | 6  | 3  | 1  | 2  | 15 | 7  | +8 | 10  |
|  | 3. | Loja F.C.           | 6  | 2  | 1  | 3  | 4  | 13 | -9 | 7   |
|  | 4. | Deportivo Chinchipe | 6  | 1  | 1  | 4  | 7  | 15 | -8 | 4   |

##### Los Ríos
Clasificación

###### Grupo 1
Clasificación 
|  |    | Equipo              | PJ | PG | PE | PP | GF | GC | DG  | PTS |
|  | -- | ------------------- | -- | -- | -- | -- | -- | -- | --- | --- |
|  | 1. | Santa Rita          | 7  | 7  | 0  | 0  | 37 | 5  | +32 | 21  |
|  | 2. | Nápoli              | 7  | 4  | 1  | 2  | 15 | 10 | +5  | 13  |
|  | 3. | Jóvenes Deportistas | 7  | 2  | 1  | 4  | 13 | 14 | -1  | 7   |
|  | 4. | Deportivo Mocache   | 8  | 2  | 1  | 5  | 11 | 22 | -11 | 7   |
|  | 5. | Corinthians         | 7  | 1  | 1  | 5  | 14 | 39 | -25 | 4   |

###### Grupo 2
Clasificación 
|  |    | Equipo             | PJ | PG | PE | PP | GF | GC | DG  | PTS |
|  | -- | ------------------ | -- | -- | -- | -- | -- | -- | --- | --- |
|  | 1. | San Camilo         | 8  | 5  | 3  | 0  | 17 | 4  | +13 | 18  |
|  | 2. | Venecia            | 8  | 5  | 2  | 1  | 28 | 5  | +23 | 17  |
|  | 3. | Montry             | 7  | 3  | 2  | 2  | 10 | 13 | -3  | 11  |
|  | 4. | Río Babahoyo       | 7  | 2  | 1  | 4  | 9  | 15 | -6  | 7   |
|  | 5. | Independiente F.C. | 8  | 0  | 0  | 8  | 6  | 33 | -27 | 0   |

###### Grupo 3
Clasificación 
|  |    | Equipo            | PJ | PG | PE | PP | GF | GC | DG  | PTS |
|  | -- | ----------------- | -- | -- | -- | -- | -- | -- | --- | --- |
|  | 1. | El Guayacán       | 8  | 6  | 1  | 1  | 24 | 3  | +21 | 19  |
|  | 2. | Deportivo Quevedo | 8  | 5  | 2  | 1  | 17 | 7  | +10 | 17  |
|  | 3. | Patria            | 8  | 5  | 1  | 2  | 17 | 10 | +7  | 16  |
|  | 4. | River F.C.        | 7  | 0  | 1  | 6  | 7  | 25 | -18 | 1   |
|  | 5. | Fiorentina        | 7  | 0  | 1  | 6  | 2  | 22 | -20 | 1   |

###### Hexagonal Final
Clasificación 
|  |    | Equipo            | PJ | PG | PE | PP | GF | GC | DG  | PTS |
|  | -- | ----------------- | -- | -- | -- | -- | -- | -- | --- | --- |
|  | 1. | Santa Rita        | 10 | 6  | 2  | 2  | 17 | 6  | +11 | 20  |
|  | 2. | El Guayacán       | 9  | 6  | 0  | 3  | 13 | 5  | +8  | 18  |
|  | 3. | Deportivo Quevedo | 10 | 5  | 2  | 3  | 12 | 7  | +5  | 17  |
|  | 4. | Venecia           | 9  | 4  | 2  | 3  | 7  | 6  | +1  | 14  |
|  | 5. | San Camilo        | 9  | 2  | 2  | 5  | 6  | 16 | -10 | 8   |
|  | 6. | Nápoli            | 9  | 0  | 2  | 7  | 2  | 17 | -15 | 2   |

##### Manabí
Clasificación

##### Morona Santiago
Clasificación

##### Napo
Clasificación

##### Orellana
Clasificación

##### Pastaza
Clasificación

##### Pichincha
Clasificación
|  |     | Equipo            | PJ | PG | PE | PP | GF | GC | DG  | PTS |
|  | --- | ----------------- | -- | -- | -- | -- | -- | -- | --- | --- |
|  | 1.  | Puerto Quito      | 18 | 13 | 4  | 1  | 48 | 14 | +34 | 43  |
|  | 2.  | América de Quito  | 18 | 11 | 5  | 2  | 44 | 22 | +22 | 38  |
|  | 3.  | F.C. U.I.D.E.     | 18 | 8  | 6  | 4  | 32 | 24 | +8  | 30  |
|  | 4.  | Cuniburo F.C.     | 18 | 8  | 4  | 6  | 31 | 26 | +5  | 28  |
|  | 5.  | U.T. Equinoccial  | 18 | 6  | 6  | 6  | 27 | 28 | -1  | 24  |
|  | 6.  | S.D. Rayo         | 18 | 5  | 6  | 7  | 34 | 38 | -4  | 21  |
|  | 7.  | Los Loros         | 18 | 6  | 3  | 9  | 26 | 38 | -12 | 21  |
|  | 8.  | J.I. de Tabacundo | 18 | 4  | 4  | 10 | 27 | 34 | -7  | 16  |
|  | 9.  | U.S.F.Q.          | 18 | 4  | 2  | 12 | 21 | 51 | -30 | 14  |
|  | 10. | Rumiñahui         | 18 | 3  | 4  | 11 | 30 | 47 | -17 | 13  |

##### Santa Elena
Clasificación
|  |    | Equipo              | PJ | PG | PE | PP | GF | GC | DG  | PTS |
|  | -- | ------------------- | -- | -- | -- | -- | -- | -- | --- | --- |
|  | 1. | Carlos Borbor Reyes | 6  | 5  | 1  | 0  | 35 | 10 | +25 | 16  |
|  | 2. | Duros del Balón     | 6  | 4  | 1  | 1  | 20 | 8  | +12 | 13  |
|  | 3. | Sport Bilbao SV     | 6  | 1  | 1  | 4  | 8  | 26 | -18 | 4   |
|  | 4. | Deportivo Chanduy   | 6  | 0  | 1  | 5  | 6  | 25 | -19 | 1   |

##### Santo Domingo de los Tsáchilas
Clasificación

##### Sucumbíos
Clasificación
|  |    | Equipo             | PJ | PG | PE | PP | GF | GC | DG  | PTS |
|  | -- | ------------------ | -- | -- | -- | -- | -- | -- | --- | --- |
|  | 1. | Caribe Junior      | 12 | 8  | 2  | 2  | 57 | 14 | +44 | 26  |
|  | 2. | Deportivo Oriental | 12 | 8  | 2  | 2  | 47 | 15 | +32 | 26  |
|  | 3. | Consejo Provincial | 12 | 5  | 2  | 5  | 35 | 31 | +4  | 17  |
|  | 4. | Chicos Malos       | 12 | 0  | 0  | 12 | 7  | 86 | -79 | 0   |

##### Tungurahua
Clasificación
|  |    | Equipo                | PJ | PG | PE | PP | GF  | GC | DG   | PTS |
|  | -- | --------------------- | -- | -- | -- | -- | --- | -- | ---- | --- |
|  | 1. | Pelileo S.C.          | 10 | 9  | 1  | 0  | 113 | 5  | +108 | 28  |
|  | 2. | Bolívar               | 11 | 8  | 2  | 1  | 35  | 12 | +23  | 26  |
|  | 3. | León Carr             | 10 | 6  | 1  | 3  | 30  | 8  | +22  | 19  |
|  | 4. | Baños Ciudad de Fuego | 10 | 5  | 1  | 4  | 24  | 15 | +9   | 16  |
|  | 5. | El Globo              | 11 | 3  | 0  | 8  | 12  | 48 | -36  | 9   |
|  | 6. | América de Ambato     | 10 | 2  | 1  | 7  | 9   | 67 | -58  | 7   |
|  | 7. | Indi Native Ñawpa     | 10 | 0  | 0  | 10 | 4   | 72 | -68  | 0   |

#### Fase Regional (Zonales)

##### Zona 1
|  |    | Equipo            | PJ | PG | PE | PP | GF | GC | DG  | PTS |
|  | -- | ----------------- | -- | -- | -- | -- | -- | -- | --- | --- |
|  | 1° | Deportivo Otavalo | 9  | 8  | 0  | 1  | 30 | 7  | +23 | 24  |
|  | 2° | América           | 9  | 7  | 1  | 1  | 23 | 7  | +16 | 22  |
|  | 3° | Pelileo S.C.      | 9  | 4  | 1  | 4  | 17 | 15 | +2  | 13  |
|  | 4° | Anaconda F.C.     | 8  | 4  | 0  | 4  | 20 | 11 | +9  | 12  |
|  | 5° | Atlético Tulcán   | 8  | 1  | 0  | 7  | 8  | 26 | -18 | 3   |
|  | 6° | Caribe Junior     | 9  | 1  | 0  | 8  | 6  | 38 | -32 | 3   |

##### Zona 2
|  |    | Equipo          | PJ | PG | PE | PP | GF | GC | DG  | PTS |
|  | -- | --------------- | -- | -- | -- | -- | -- | -- | --- | --- |
|  | 1° | Deportivo Puyo  | 10 | 7  | 3  | 0  | 26 | 4  | +22 | 24  |
|  | 2° | Puerto Quito    | 10 | 7  | 2  | 1  | 27 | 9  | +18 | 23  |
|  | 3° | Valle de Quijos | 10 | 5  | 2  | 3  | 13 | 14 | -1  | 17  |
|  | 4° | Star Club       | 9  | 3  | 2  | 4  | 11 | 18 | -7  | 11  |
|  | 5° | Unibolívar      | 9  | 2  | 0  | 7  | 9  | 16 | -7  | 6   |
|  | 6° | Bolívar         | 10 | 0  | 1  | 9  | 3  | 28 | -25 | 1   |

##### Zona 3
|  |    | Equipo              | PJ | PG | PE | PP | GF | GC | DG  | PTS |
|  | -- | ------------------- | -- | -- | -- | -- | -- | -- | --- | --- |
|  | 1° | Santa Rita          | 9  | 6  | 2  | 1  | 14 | 7  | +7  | 20  |
|  | 2° | U.T. de Cotopaxi    | 9  | 5  | 2  | 2  | 25 | 14 | +11 | 17  |
|  | 3° | Nazaret             | 9  | 3  | 3  | 3  | 21 | 21 | 0   | 12  |
|  | 4° | Talleres            | 8  | 1  | 5  | 2  | 18 | 19 | -1  | 8   |
|  | 5° | Carlos Borbor Reyes | 8  | 2  | 2  | 4  | 14 | 26 | -12 | 8   |
|  | 6° | Deportivo Colón     | 9  | 2  | 0  | 7  | 14 | 19 | -5  | 6   |

##### Zona 4
|  |    | Equipo             | PJ | PG | PE | PP | GF | GC | DG  | PTS |
|  | -- | ------------------ | -- | -- | -- | -- | -- | -- | --- | --- |
|  | 1° | El Guayacán        | 8  | 5  | 2  | 1  | 21 | 6  | +15 | 17  |
|  | 2° | Galácticos F.C.    | 8  | 5  | 1  | 2  | 23 | 11 | +12 | 16  |
|  | 3° | Atlético Saquisilí | 8  | 4  | 2  | 2  | 9  | 5  | +4  | 14  |
|  | 4° | Atacames S.C.      | 8  | 1  | 2  | 5  | 11 | 22 | -11 | 5   |
|  | 5° | San Rafael         | 8  | 1  | 1  | 6  | 6  | 26 | -20 | 4   |

##### Zona 5
|  |    | Equipo               | PJ | PG | PE | PP | GF | GC | DG  | PTS |
|  | -- | -------------------- | -- | -- | -- | -- | -- | -- | --- | --- |
|  | 1° | Audaz Octubrino      | 8  | 4  | 4  | 0  | 14 | 6  | +8  | 16  |
|  | 2° | Ciudadelas del Norte | 8  | 4  | 2  | 2  | 16 | 7  | +9  | 14  |
|  | 3° | Toreros F.C.         | 8  | 3  | 3  | 2  | 16 | 10 | +6  | 12  |
|  | 4° | Atenas F.C.          | 8  | 3  | 3  | 2  | 12 | 13 | -1  | 12  |
|  | 5° | La Tebaida           | 8  | 0  | 0  | 8  | 1  | 23 | -22 | 0   |

##### Zona 6
|  |    | Equipo          | PJ | PG | PE | PP | GF | GC | DG  | PTS |
|  | -- | --------------- | -- | -- | -- | -- | -- | -- | --- | --- |
|  | 1° | Guayaquil Sport | 8  | 6  | 2  | 0  | 20 | 5  | +15 | 20  |
|  | 2° | San Francisco   | 8  | 5  | 1  | 2  | 11 | 6  | +5  | 16  |
|  | 3° | Orense S.C.     | 8  | 5  | 0  | 3  | 17 | 11 | +6  | 15  |
|  | 4° | Juvenil Sevilla | 7  | 1  | 1  | 5  | 6  | 13 | -7  | 4   |
|  | 5° | Estudiantes     | 7  | 0  | 0  | 7  | 3  | 22 | -19 | 0   |

#### Fase Nacional (Cuadrangulares Semifinales)

##### Grupo 1
|  |    | Equipo          | PJ | PG | PE | PP | GF | GC | DG | PTS |
|  | -- | --------------- | -- | -- | -- | -- | -- | -- | -- | --- |
|  | 1° | Guayaquil Sport | 6  | 2  | 3  | 1  | 4  | 3  | +1 | 9   |
|  | 2° | Puerto Quito    | 6  | 3  | 0  | 3  | 7  | 7  | 0  | 9   |
|  | 3° | San Francisco   | 6  | 2  | 2  | 2  | 5  | 4  | +1 | 8   |
|  | 4° | Audaz Octubrino | 6  | 2  | 1  | 3  | 5  | 7  | -2 | 7   |

##### Grupo 2
|  |    | Equipo               | PJ | PG | PE | PP | GF | GC | DG  | PTS |
|  | -- | -------------------- | -- | -- | -- | -- | -- | -- | --- | --- |
|  | 1° | Santa Rita           | 6  | 3  | 3  | 0  | 11 | 6  | +5  | 12  |
|  | 2° | Galácticos F.C.      | 6  | 3  | 2  | 1  | 13 | 6  | +7  | 11  |
|  | 3° | Deportivo Otavalo    | 6  | 2  | 2  | 2  | 10 | 7  | +3  | 8   |
|  | 4° | Ciudadelas del Norte | 6  | 0  | 1  | 5  | 2  | 17 | -15 | 1   |

##### Grupo 3
|  |    | Equipo           | PJ | PG | PE | PP | GF | GC | DG | PTS |
|  | -- | ---------------- | -- | -- | -- | -- | -- | -- | -- | --- |
|  | 1° | América          | 6  | 4  | 1  | 1  | 9  | 4  | +5 | 13  |
|  | 2° | Deportivo Puyo   | 6  | 4  | 1  | 1  | 8  | 4  | +4 | 13  |
|  | 3° | U.T. de Cotopaxi | 5  | 2  | 0  | 3  | 4  | 5  | -1 | 6   |
|  | 4° | El Guayacán      | 5  | 0  | 0  | 5  | 2  | 10 | -8 | 0   |

#### Fase Final (Cuadrangular Final)
Clasificación

## Ascensos y descensos
| Categorías                | Equipos descendidos         | Equipos ascendidos          |
| ------------------------- | --------------------------- | --------------------------- |
| Serie A Serie B           | S.D. Aucas Mushuc Runa S.C. | Macará Clan Juvenil         |
| Serie B Segunda Categoría | Espoli Deportivo Quito      | América de Quito Santa Rita |

## Torneos internacionales
Véase además Anexo:Clubes ecuatorianos en torneos internacionales

### Copa Libertadores
|  |    | Equipo                  | Fase final               | PTS | PJ | PG | PE | PP | GF | GC | DG |
|  | -- | ----------------------- | ------------------------ | --- | -- | -- | -- | -- | -- | -- | -- |
|  | 1° | Independiente del Valle | Final (Subcampeón)       | 27  | 16 | 8  | 3  | 5  | 20 | 15 | +5 |
|  | 2° | C.S. Emelec             | Fase de grupos (Grupo 7) | 4   | 6  | 1  | 1  | 4  | 10 | 14 | -4 |
|  | 3° | Liga de Quito           | Fase de grupos (Grupo 6) | 4   | 6  | 1  | 1  | 4  | 7  | 12 | -5 |

### Copa Sudamericana
|  |    | Equipo               | Fase final   | PTS | PJ | PG | PE | PP | GF | GC | DG |
|  | -- | -------------------- | ------------ | --- | -- | -- | -- | -- | -- | -- | -- |
|  | 1° | C.S. Emelec          | Segunda fase | 7   | 4  | 2  | 1  | 1  | 8  | 5  | 3  |
|  | 2° | S.D. Aucas           | Primera fase | 3   | 2  | 1  | 0  | 1  | 2  | 2  | 0  |
|  | 3° | Barcelona S.C.       | Primera fase | 2   | 2  | 0  | 2  | 0  | 2  | 2  | 0  |
|  | 4° | Universidad Católica | Primera fase | 1   | 2  | 0  | 1  | 1  | 1  | 2  | -1 |

## Selección nacional masculina

### Mayores

#### Copa América Centenario
| Equipo             | Fase final       | PTS | PJ | PG | PE | PP | GF | GC | DG |
| ------------------ | ---------------- | --- | -- | -- | -- | -- | -- | -- | -- |
| Selección nacional | Cuartos de final | 5   | 4  | 1  | 2  | 1  | 7  | 4  | +3 |

| Equipo  | Pts. | PJ | PG | PE | PP | GF | GC | Dif. |
| ------- | ---- | -- | -- | -- | -- | -- | -- | ---- |
| Perú    | 7    | 3  | 2  | 1  | 0  | 4  | 2  | 2    |
| Ecuador | 5    | 3  | 1  | 2  | 0  | 6  | 2  | 4    |
| Brasil  | 4    | 3  | 1  | 1  | 1  | 7  | 2  | 5    |
| Haití   | 0    | 3  | 0  | 0  | 3  | 1  | 12 | -11  |

| 4 de junio de 2016, 19:00 (UTC-7) | Brasil | 0:0     | Ecuador | Estadio Rose Bowl, Pasadena                                |                                                            |
|                                   |        | Reporte |         | Asistencia: 53 158 espectadores Árbitro(s): Julio Bascuñán | Asistencia: 53 158 espectadores Árbitro(s): Julio Bascuñán |

| 8 de junio de 2016, 19:00 (UTC-7) | Ecuador                       | 2:2 (1:2) | Perú                  | Estadio Universidad Phoenix, Glendale                     |                                                           |
|                                   | E. Valencia 39' · Bolaños 48' | Reporte   | Cueva 5' · Flores 13' | Asistencia: 11 937 espectadores Árbitro(s): Wilmar Roldán | Asistencia: 11 937 espectadores Árbitro(s): Wilmar Roldán |

| 12 de junio de 2016, 18:30 (UTC-4) | Ecuador                                                   | 4:0 (2:0) | Haití | MetLife Stadium, East Rutherford                        |                                                         |
|                                    | E. Valencia 10' · Ayoví 19' · Noboa 56' · A. Valencia 77' | Reporte   |       | Asistencia: 49 438 espectadores Árbitro(s): Gery Vargas | Asistencia: 49 438 espectadores Árbitro(s): Gery Vargas |

Cuartos de final
| 16 de junio de 2016, 18:30 (UTC-7) | Estados Unidos           | 2:1 (1:0) | Ecuador    | CenturyLink Field, Seattle                                |                                                           |
|                                    | Dempsey 21' · Zardes 64' | Reporte   | Arroyo 73' | Asistencia: 47 322 espectadores Árbitro(s): Wilmar Roldán | Asistencia: 47 322 espectadores Árbitro(s): Wilmar Roldán |

#### Partidos de la Selección mayor en 2016
| Fecha           | Lugar                                                  | Rival          | Marcador | Competencia              | Goles de Ecuador                                                                  |
| --------------- | ------------------------------------------------------ | -------------- | -------- | ------------------------ | --------------------------------------------------------------------------------- |
| 24 de marzo     | Estadio Olímpico Atahualpa Quito, Ecuador              | Paraguay       | 2 : 2    | Eliminatorias Rusia 2018 | Enner Valencia 20' · Ángel Mena 90+2'                                             |
| 29 de marzo     | Estadio Metropolitano Barranquilla, Colombia           | Colombia       | 1 : 3    | Eliminatorias Rusia 2018 | Michael Arroyo 90'                                                                |
| 25 de mayo      | Toyota Stadium Dallas, Estados Unidos                  | Estados Unidos | 0 : 1    | Amistoso                 | - - - -                                                                           |
| 4 de junio      | Estadio Rose Bowl Pasadena, Estados Unidos             | Brasil         | 0 : 0    | Copa América Centenario  | - - - -                                                                           |
| 8 de junio      | Estadio Universidad de Phoenix Phoenix, Estados Unidos | Perú           | 2 : 2    | Copa América Centenario  | Enner Valencia 39' · Miler Bolaños 48'                                            |
| 12 de junio     | MetLife Stadium East Rutherford, Estados Unidos        | Haití          | 4 : 0    | Copa América Centenario  | Enner Valencia 10' · Jaime Ayoví 19' · Christian Noboa 56' · Antonio Valencia 77' |
| 16 de junio     | CenturyLink Field Seattle, Estados Unidos              | Estados Unidos | 1 : 2    | Copa América Centenario  | Michael Arroyo 73'                                                                |
| 1 de septiembre | Estadio Olímpico Atahualpa Quito, Ecuador              | Brasil         | 0 : 3    | Eliminatorias Rusia 2018 | - - - -                                                                           |
| 6 de septiembre | Estadio Nacional Lima, Perú                            | Perú           | 1 : 2    | Eliminatorias Rusia 2018 | Gabriel Achilier 31'                                                              |
| 6 de octubre    | Estadio Olímpico Atahualpa Quito, Ecuador              | Chile          | 3 : 0    | Eliminatorias Rusia 2018 | Antonio Valencia 19' · Cristian Ramírez 23' · Felipe Caicedo 46'                  |
| 11 de octubre   | Estadio Hernando Siles La Paz, Bolivia                 | Bolivia        | 2 : 2    | Eliminatorias Rusia 2018 | Enner Valencia 47' 89'                                                            |
| 10 de noviembre | Estadio Centenario Montevideo, Uruguay                 | Uruguay        | 1 : 2    | Eliminatorias Rusia 2018 | Felipe Caicedo 44'                                                                |
| 15 de noviembre | Estadio Olímpico Atahualpa Quito, Ecuador              | Venezuela      | 3 : 0    | Eliminatorias Rusia 2018 | Arturo Mina 51' · Miler Bolaños 83' · Enner Valencia 86'                          |

### Fútbol Sala

#### Eliminatorias Sudamericanas de Futsal 2016
| Equipo                   | Fase final             | PTS | PJ | PG | PE | PP | GF | GC | DG  |
| ------------------------ | ---------------------- | --- | -- | -- | -- | -- | -- | -- | --- |
| Selección de fútbol sala | Primera fase (Grupo A) | 3   | 4  | 1  | 0  | 3  | 7  | 22 | -15 |